# كولن جونز (ملاكم)
كولن جونز (بالإنجليزية: Colin Jones)‏ (21 مارس 1959 في المملكة المتحدة - ) هو ملاكم بريطاني، صنّف ضمن فئة وزن الويلتر. شارك في الألعاب الأولمبية الصيفية 1976.

## إحصائيات
خاض خلال مسيرته 30 نزالا، فاز في 26 وتعادل في 1 وخسر في 3. فاز بالضربة القاضية في 23 نزالا.

## وصلات خارجية
- كولن جونز على موقع بوكس ريك (الإنجليزية) (registration required)
- كولن جونز على موقع أوليمبيديا (الإنجليزية)